# Sharon (Vorname)
Sharon (auch Sharona oder Shari) ist ein weiblicher und männlicher Vorname vornehmlich im englisch- und hebräischsprachigen Raum. Auch in anderen Ländern Europas (z. B. in Italien) findet sich der Name.

## Namensherkunft
Sharon (hebräisch שָׁרוֹן) bezeichnet eine fruchtbare Küstenebene in Palästina. Die Bibel kennt außerdem eine Blütenpflanze mit Namen „Rose von Sharon“.

## Geschichte
Der Vorname Sharon wurde im 18. Jahrhundert in puritanischen Kreisen der USA erstmals als männlicher Vorname benutzt und kommt erst seit den 1920er Jahren als weiblicher Vorname – auch in nichtreligiösen Kreisen – häufiger zur Anwendung.

## Weiblicher Vorname
- Sharon den Adel (* 1974), niederländische Sängerin
- Sharon Corr (* 1970), irische Musikerin und Background-Sängerin
- Sharon Duncan-Brewster (* 1976), britische Schauspielerin
- Sharon Fichman (* 1990), kanadische Tennisspielerin
- Sharon Gless (* 1943), US-amerikanische Schauspielerin
- Sharon Kam (* 1971), deutsch-israelische Klarinettistin
- Sharon Kane (* 1956), US-amerikanische Pornodarstellerin und Regisseurin
- Sharon Lawrence (* 1961), US-amerikanische Schauspielerin
- Sharon Marley (* 1964), jamaikanische Reggae-Sängerin und Schauspielerin
- Sharon Mitchell (* 1956), US-amerikanische Sexualwissenschaftlerin, Gesundheitswissenschaftlerin und Pornodarstellerin
- Sharon Moe (1942–2025), US-amerikanische Musikerin und Komponistin
- Sharon Olds (* 1942), US-amerikanische Dichterin
- Sharon Osbourne (* 1952), britische Musikmanagerin, Ehefrau von Ozzy Osbourne
- Sharon Rooney (* 1988), schottische Schauspielerin
- Sharon Shannon (* 1968), irische Folk-Musikerin
- Sharon Sheeley (1949–2002), US-amerikanische Songschreiberin
- Sharon Stone (* 1958), US-amerikanische Schauspielerin und Produzentin
- Sharon Stouder (1948–2013), US-amerikanische Schwimmerin
- Sharon Tate (1943–1969), US-amerikanische Schauspielerin
- Sharon Taylor (* 1981), kanadische Schauspielerin
- Sharon da Vale (* 1976), deutsche Pornodarstellerin
- Sharon Van Etten (* 1981), US-amerikanische Singer-Songwriterin
- Sharon Zukin (* 1946), US-amerikanische Soziologin

## Männlicher Vorname
- Sharon Afek (* 1970), israelischer General
- Sharon Alexander (* 1962), israelischer Schauspieler